# Bambouk

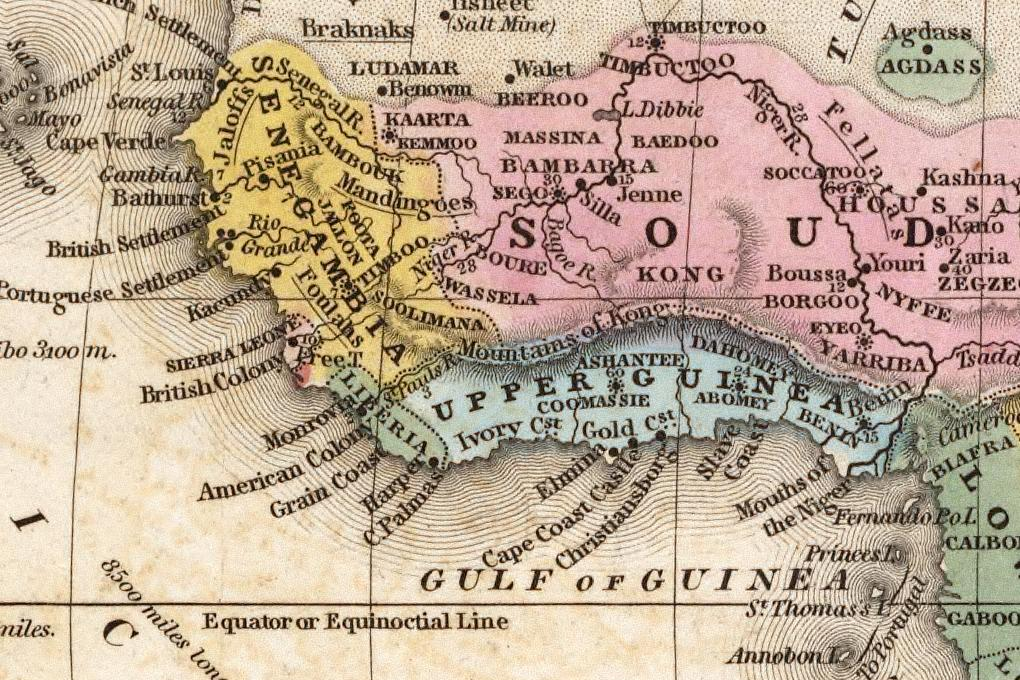
Localisation du Bambouk (nord-est de la Sénégambie) sur une carte de Samuel Augustus Mitchell de 1839

Le Bambouk est une région historique d'Afrique de l'Ouest, comprise entre deux affluents du fleuve Sénégal, la Falémé à l'ouest et le Bafing à l'est. Son territoire se trouve aujourd'hui à cheval sur le Sénégal et la partie occidentale du Mali, principalement dans le cercle de Kéniéba (région de Kayes). 

Ses ressources en or – réelles ou surestimées – établissent sa notoriété dès le Moyen Âge, d'abord dans le monde arabe, puis en Europe : on y voit le « Pérou de l'Afrique ».

## Histoire

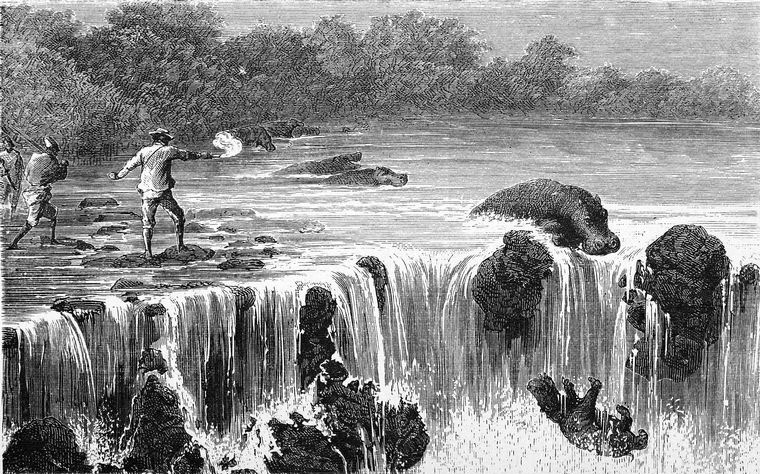
« Chute du Sénégal dans le Bambouk » (1872)

Au XIIe siècle, le géographe arabe Al Idrissi se représente cette région comme une île de 300 miles de long et 150 miles de large – une description assez pertinente avec le recul, si l'on prend en compte les deux rivières et la superficie effective du territoire.

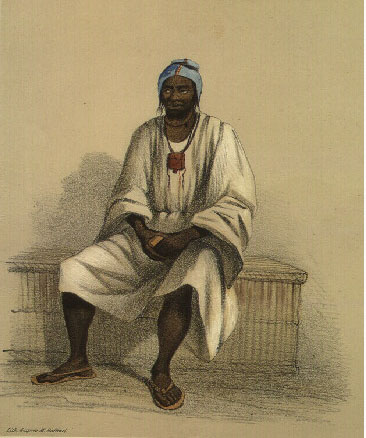
Mandingue du Bambouk (1846)

Les Portugais atteignent le Bambouk en 1550, mais ils sont décimés par la maladie, les rivalités autour des mines d'or et l'hostilité de la population locale.
Le Bambouk est une région montagneuse, aux petits villages dispersés, principalement peuplés de Mandingues. Des esclaves fugitifs y trouvent souvent refuge. Ces communautés sont relativement autonomes, même si elles s'unissent parfois pour lutter contre les incursions d'États voisins plus centralisés, tels que le Boundou ou le Khasso.
Les négociants français arrivent à partir du XVIIIe siècle, mais ne parviennent pas à s'établir durablement. En 1714, sous l'impulsion d'André Brue, la Compagnie du Sénégal construit le fort Saint-Pierre sur la rive gauche de la Falémé. En 1724 les Français installent deux comptoirs, dont l'un près des mines d'or de Tambaoura. Mais les tentatives pour exploiter ces gisements se soldent par des échecs successifs. Les comptoirs sont abandonnés en 1732, les forts en 1759. Les Français font de nouvelles tentatives au début du XIXe siècle. La Société de Galam établit un comptoir sur la Falémé en 1824, mais y renonce en 1841. À son tour Faidherbe, gouverneur du Sénégal, organise une expédition au Bambouk en 1858-1860, qui connaît un nouveau revers. Par un traité de paix de 1887 signé par Gallieni, « les chefs du Bambouk reconnaissent que leur pays fait partie du Soudan français et est placé sous le protectorat de la République française ».
Depuis les indépendances, le Bambouk est partagé entre le Sénégal et le Mali.

## L'or du Bambouk
Les monts Bambouk et la vallée de la rivière Falémé, région aurifère, constituent historiquement l’un des principaux centres de production d’or entre le XIIe et le XIXe siècle. Cette richesse contribue à l'essor de royaumes et empires au cours de l'histoire, dont l' empire du Ghana (IVe siècle-XIIIe siècle).